# تجمع بدو شعب النعر (تريم)

تعديل مصدري - تعديل

تجمع بدو شعب النعر هي إحدى قرى عزلة تريم بمديرية تريم التابعة لمحافظة حضرموت، بلغ تعداد سكانها 21 نسمة حسب تعداد اليمن لعام 2004.